# Arresto illegale
L'arresto illegale è un delitto contro la libertà personale previsto dal codice penale italiano.

## Disciplina
L'art. 606 del codice penale afferma che:

## Caratteristiche
Si tratta di reato permanente in quanto presuppone il protrarsi della condotta antigiuridica per un ragionevole lasso temporale.

L'oggetto giuridico tutelato viene individuato dalla dottrina sia nella libertà personale che nell'interesse dell'amministrazione pubblica a un corretto esercizio delle pubbliche funzioni, mentre il soggetto attivo è da identificarsi solo ed esclusivamente in colui che riveste la qualità di pubblico ufficiale. 

Il dolo è generico ed è individuato nella volontà di compiere un arresto illegale.
Il reato si consuma nel momento in cui si realizza la lesione della libertà personale altrui. Se si realizza solamente un'esposizione al pericolo della lesione di tale bene giuridico, dottrina e giurisprudenza sono concordi nel configurare tale prospettiva nell'ottica del delitto tentato.

### Normativa
- Codice Penale